# Single-Minute Exchange of Die
En gestió de la producció, SMED és l'acrònim de Single-Minute Exchange of Die: canvi d'eina en un sol dígit de minuts. Aquest concepte introdueix la idea que en general qualsevol canvi de màquina o inicialització de procés hauria de durar no més de 10 minuts, d'aquí la frase single minute. S'entén per canvi d'eines el temps transcorregut des de la fabricació de l'última peça vàlida d'una sèrie fins a l'obtenció de la primera peça correcta de la sèrie següent; no únicament el temps del canvi i ajustos físics de la maquinària.
Es distingeixen dos tipus d'ajustos:
Ajustis / temps interns: Correspon a operacions que es realitzen a màquina parada.
Ajustis / temps externs: Correspon a operacions que es realitzen (o poden realitzar-se) amb la màquina en marxa, o sigui durant el període de producció (coneguts per les sigles en anglès OED).
El mètode es desenvolupa en quatre etapes.

## Ajustaments interns i externs
Aquesta és la primera etapa, i es considera una fase preliminar.
En els ajustos tradicionals, els ajustos interns i externs estan barrejats: el que podria fer-se en extern es fa en ajustos interns. És necessari estudiar detalladament les condicions reals de la màquina pel que fa a les polítiques de LPM i LCDLL. Una bona aproximació és una anàlisi contínua de producció amb un cronòmetre. Un sistema més eficaç és utilitzar una o més càmeres de vídeo, les filmacions del qual podran ser analitzades en presència dels mateixos operaris.
En un canvi de producció, han de definir-se les operacions a realitzar:
- La preparació de la màquina, del lloc de treball;
- La neteja i l'ordre del lloc de treball;
- La verificació de la matèria primera i dels productes químics;
- La correcta regulació de l'equip;
- L'ajust a patrons, finestres referents de fabricació;
- La realització i la prova;
- L'aprovació i alliberament per a la producció.

## Separació dels ajustaments interns i externs
És la segona etapa del mètode SMED, i és la més important: distingir entre ajustos interns i externs.
Activitats Internes: Han d'executar-se quan la màquina està parada.
Activitats Externes: Poden executar-se mentre la màquina està operant.

## Transformació dels ajustaments interns en externs
És la tercera etapa del mètode.
L'objectiu és transformar els ajustos interns en externs, per exemple: preparació de bufadors, ajust de color, mesurament de viscositat, verificació de quantitat de producte, enviament de peces o avís al taller de problemes, patrons i finestres en màquina, etc.
Dins dels canvis tenim també les tasques repetitives o que no agreguen valor en si, com és el regular un o diverses papallones sistemàticament, per a això podem condicionar els equips sempre que sigui necessari.
És fonamental aquí realitzar un detallat llistat cronològic de les operacions que es realitzen durant la màquina parada. Per a això és aconsellable el seguiment de les operacions en almenys 10 lots diferents.
Després ha d'avaluar-se detalladament c/o d'aquesta operacions per determinar quines poden moure's i/o simplificar-se.

## Racionalització de tots els aspectes de l'operació d'ajustament
És la quarta etapa del mètode. El seu objectiu és reduir al mínim el temps d'ajustos.
La conversió en ajustos externs permet guanyar temps, però racionalitzant els ajustos es pot disminuir encara més el temps de canvi.
Per a això hem d'utilitzar l'estudi realitzat en el cas anterior de l'esmentat.